# Iglesia de Dartlo
La iglesia de Dartlo (en georgiano: დართლოს ეკლესია) es una iglesia ubicada en las afueras del pueblo de Dartlo, en el municipio de Akhmeta. La iglesia tiene el estatus de monumento de importancia nacional. Se encuentra actualmente en restauración y se espera que vuelva a estar activa.

## Historia
La iglesia de Dartlo es una iglesia de tipo salón (12,5 X 8,5 m). Fue construida con piedra arenisca durante el siglo XIX. La estructura de la iglesia está muy dañada en la actualidad. La entrada, una puerta rectangular, se encuentra al oeste. En la pared hay una amplia y alta ventana rectangular. Otra ventana cortada en el medio de la pared sur de la iglesia es relativamente baja. En la pared sur hay dos pares de pilastras, con arcos simples incrustados en los arcos de la pared.